# Sébastien Frey
Sébastien Frey (* 18. März 1980 in Thonon-les-Bains) ist ein ehemaliger französischer Fußballspieler. Er spielte stets auf der Position des Torwarts.

## Karriere

### Verein
Sébastien Frey startete seine Karriere bei der AS Cannes, die am Ende von Freys erster Saison abstieg. Daraufhin wechselte er zu Inter Mailand, kam dort aber vorerst nur zu sieben Einsätzen in der Serie A und wurde für die Folgesaison an Hellas Verona ausgeliehen, wo er Spieler des Jahres in Italien wurde. Während der Saison 2000/01 avancierte Frey dann zum Stammtorhüter bei Inter Mailand. Jedoch wechselte er erneut nach nur einer Saison, diesmal zur AC Parma (ab 2004 FC Parma); hier blieb er erstmals länger unter Vertrag und konnte 2002 auch die Coppa Italia gewinnen. 2005 unterschrieb er dann beim Ligakonkurrenten AC Florenz. Die Hälfte der Saison 2005/06 fiel Frey aufgrund einer Knieverletzung aus, die er sich in einem Coppa-Italia-Spiel gegen Juventus Turin zugezogen hatte. Nach seinen Kreuzbandriss war Frey nur noch Ersatztorwart hinter Artur Boruc.
Aufgrund eines Kreuzbandrisses bestritt Frey in der Spielzeit 2010/11 nur elf Ligaspiele für die Fiorentina. Nach dieser Saison wechselte Frey zu CFC Genua, wo er einen Fünfjahresvertrag unterschrieb.
Im Sommer 2013 wurde der Wechsel von Frey in die türkische Süper Lig zu Bursaspor bekanntgegeben. Hier spielte er nur in der ersten Saison; 2014/15 stand er am 4. März 2015 im Pokal-Viertelfinalhinspiel gegen Gençlerbirliği Ankara nur einmal im Kader, absolvierte in der gesamten Saison jedoch kein Pflichtspiel und verließ den Verein am Saisonende.

### Nationalmannschaft
Am 21. November 2007 gab Frey im EM-Qualifikationsspiel gegen die Ukraine sein Debüt in der französischen Nationalmannschaft. Bei der EM-Endrunde 2008 gehörte er zum französischen Aufgebot, wurde aber nicht eingesetzt. Im August des Jahres erklärte er, sich auf seinen Verein konzentrieren zu wollen und für die Nationalelf nicht mehr zur Verfügung zu stehen.

## Sonstiges
Sein Bruder Nicolas spielte als Verteidiger für Chievo Verona. Sein Debüt gegen seinen Bruder Sébastien verlor er 0:2.

## Erfolge
- Fußballer des Jahres 2000 in der italienischen Serie A.
- Coppa Italia 2001/02 mit dem AC Parma